# Ailora (Berg)
Der Ailora ist ein 2008 m hoher Berg in Osttimor im Suco Aituto (Verwaltungsamt Maubisse, Gemeinde Ainaro). Der Gipfel liegt auf der Grenze der Aldeias Aihou und Lientuto. Im Nordosten reicht der Berg bis in die Aldeia Russulau hinein. Die Überlandstraße von Maubisse nach Ainaro umfährt den Berg von Norden  über den Osten und Süden. Im Süden führt die Straße über den Fleixa-Pass.
Der Ailora gilt als Heiligtum und trägt auf seiner Spitze ein Gipfelkreuz, zu dem man wandern kann. Der Gipfel wird daher auch Golgata Fleixa genannt. Auf dem Berg finden sich mehrere Mauerringe, die Reste alter Befestigungen sind (Tranqueiras).